# Razzaq Farhan
Razzaq Farhan Mussa (Baghdad, 1º luglio 1977) è un ex calciatore iracheno, di ruolo attaccante.

## Carriera

### Nazionale
Nel 2004 ha fatto parte della selezione irachena che ha partecipato alla Coppa delle nazioni asiatiche e ai Giochi della XXVIII Olimpiade.

## Palmarès

### Nazionale
- Campionato della federazione calcistica dell'Asia occidentale: 1

Damasco 2002
- Oro ai Giochi dell'Asia occidentale: 1

Qatar 2005